# Queso de La Nucía

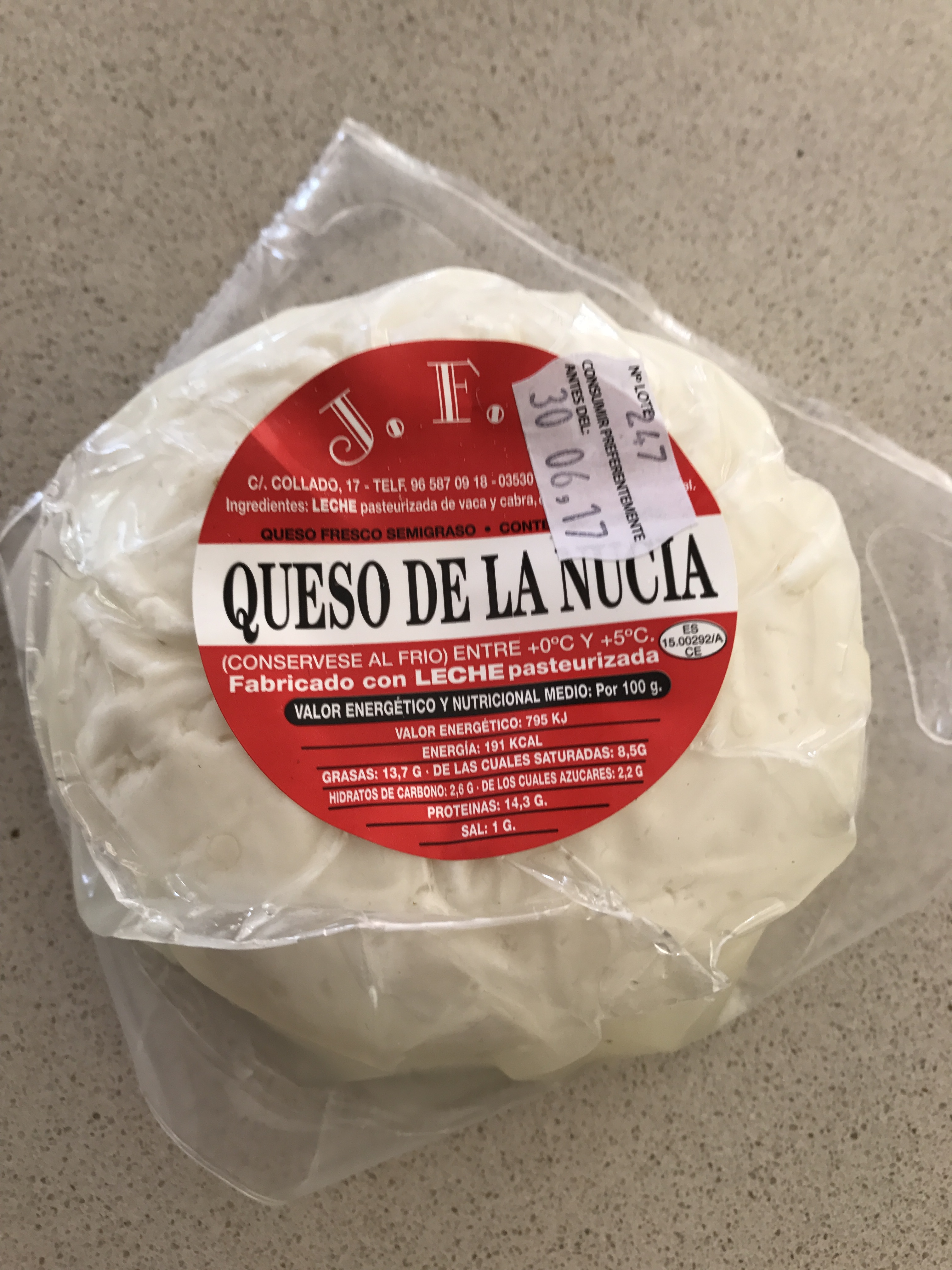
Un ejemplar de queso de la Nucía.

El queso de la Nucía es una variedad de queso originaria de la localidad alicantina de La Nucía en la Comunidad Valenciana (España). Está protegido con una marca de calidad desde el 23 de diciembre de 2008.

## Características
Este queso está elaborado con leche de cabra y vaca. Tiene un peso de entre uno y dos kilos y forma troncocónica. Es de color blanco, no presenta corteza y tiene una textura gelatinosa y blanda. Su sabor no es salado y presenta en la superficie unos características rombos debido a que antes se utilizaban hueveras para elaborarlo y a que actualmente los moldes metálicos en los que se escurre el queso imitan esta forma.